# Ганс-Дітер Брюхерт
Ганс-Дітер Брюхерт (нім. Hans-Dieter Brüchert; нар. 18 серпня 1952, Ярмен, Мекленбург-Передня Померанія) — східнонімецький борець вільного стилю, бронзовий призер чемпіонату світу, срібний та бронзовий призер чемпіонатів Європи, срібний призер Олімпійських ігор.

## Життєпис
Спортивна кар'єра Ганса-Дітера Брюхерта почалася в 1967 році. Його першим тренером був Ернст Снейкус. Після початкових успіхів на дитячому рівні його в 1969 році взяли до дитячо-юнацької спортивної школи в Люкенвальде, де він тренувався до 1972 року. У 1974 році після здобуття титула чемпіона НДР Ганс-Дітер Брюхерт дебютував на дорослому рівні на міжнародних змаганнях. Того року на чемпіонаті Європи в Мадриді з вільної боротьби він виграв срібну медаль та бронзову нагороду на чемпіонаті світу в Стамбулі.

Вершиною його кар'єри став 1976 рік. Здобувши бронзову медаль на чемпіонаті Європи в тодішньому Ленінграді, він здобув першу олімпійську медаль для борця з Луккенвальде — срібло — завдяки вдалому виступу на Олімпійських іграх у Монреалі, де він здобув шість перемог та один раз поступився радянському борцеві Володимиру Юміну, який і став у підсумку чемпіоном, а Брюхерт став володарем срібної олімпійської медалі.
На національному рівні Брюхерт виграв три східнонімецькі титули — у 1974, 1975 та 1978 роках, у 1973 році був другим.
Він вивчав спорт у Німецькому університеті фізичної культури в Лейпцигу до 1978 року. Після завершення спортивної кар'єри в 1980 році, він очолював тренувальний центр боротьби в Потсдамі в 1980—1981 роках. З 1981 року працював педагогом, спочатку вчителем спорту в середній школі в Міхендорфі, а з 1989 року — директором початкової школи в Міхендорфі.

## Спортивні результати на міжнародних змаганнях

### Виступи на Олімпіадах
| Змагання                    | Збірна | Вагова категорія          | Місце  |
| --------------------------- | ------ | ------------------------- | ------ |
| Літні Олімпійські ігри 1976 | НДР    | вільна боротьба, до 57 кг | Срібло |

### Виступи на Чемпіонатах світу
| Змагання                        | Збірна | Вагова категорія          | Місце  |
| ------------------------------- | ------ | ------------------------- | ------ |
| Чемпіонат світу з боротьби 1974 | НДР    | вільна боротьба, до 57 кг | Бронза |

### Виступи на Чемпіонатах Європи
| Змагання                         | Збірна | Вагова категорія          | Місце  |
| -------------------------------- | ------ | ------------------------- | ------ |
| Чемпіонат Європи з боротьби 1974 | НДР    | вільна боротьба, до 57 кг | Срібло |
| Чемпіонат Європи з боротьби 1976 | НДР    | вільна боротьба, до 57 кг | Бронза |

### Виступи на інших змаганнях
| Змагання                           | Збірна | Вагова категорія          | Місце |
| ---------------------------------- | ------ | ------------------------- | ----- |
| Гран-прі Німеччини з боротьби 1976 | НДР    | вільна боротьба, до 57 кг | 4     |